# الطوافة المصرية الأمير فاروق
الطوافة الأمير فاروق (El Amir Farouq) أو (Emir Farouk)، كانت طوافة من نوع (sloop) تابعة للبحرية المصرية.

## تاريخها
دُشنت السفينة في عام 1926 كسفينة شحن وركاب قبل أن تنتقل إلى الخدمة العسكرية في عام 1936. وكانت تشبه في بنائها ومظهرها السفن الشراعية من فئة فلاور ولكنها كانت تختلف في نوع المحركات والتسليح.
وخدمت كسفينة قائد في البحرية المصرية.
وفي 22 نوفمبر 1948، غرقت السفينة في البحر المتوسط قبالة سواحل غزة بواسطة زورق متفجر من نوع (MT) تابع للبحرية الإسرائيلية خلال الحملة البحرية الإسرائيلية لعملية يوآب كجزء من حرب 1948.

## معرض الصور

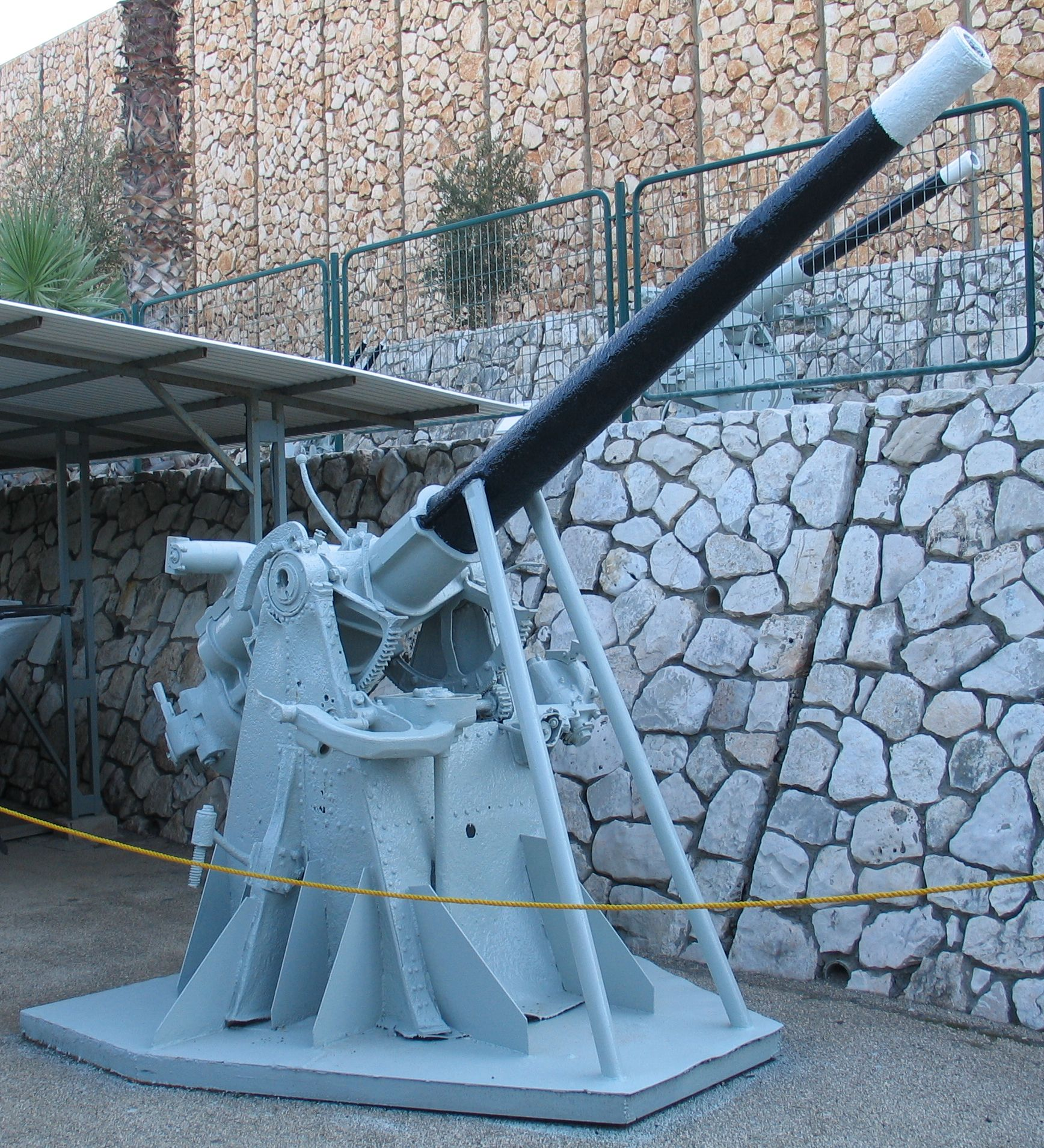
مدفع السفينة عيار 3 بوصة معروض في المتحف البحري والهجرة السرية بحيفا
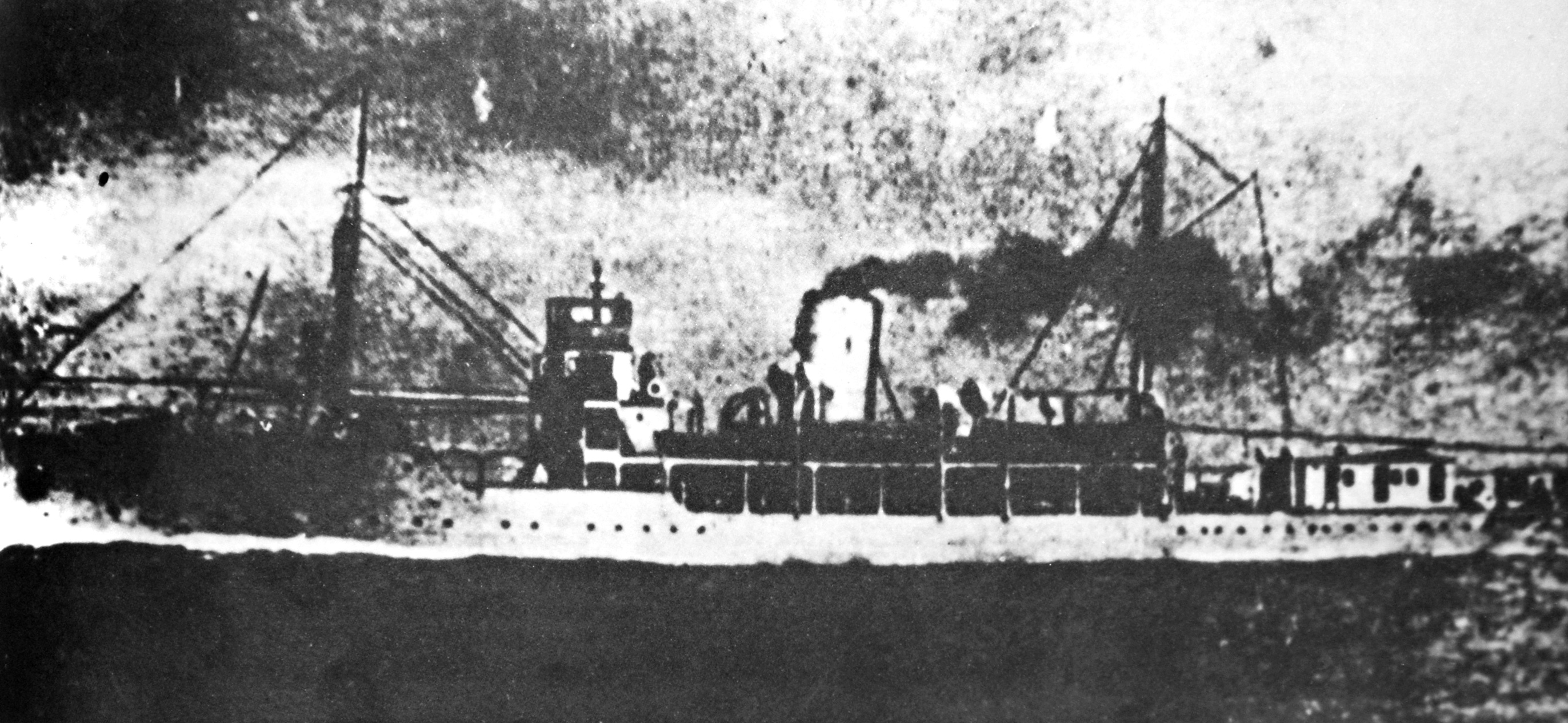
الطوافة الأمير فاروق
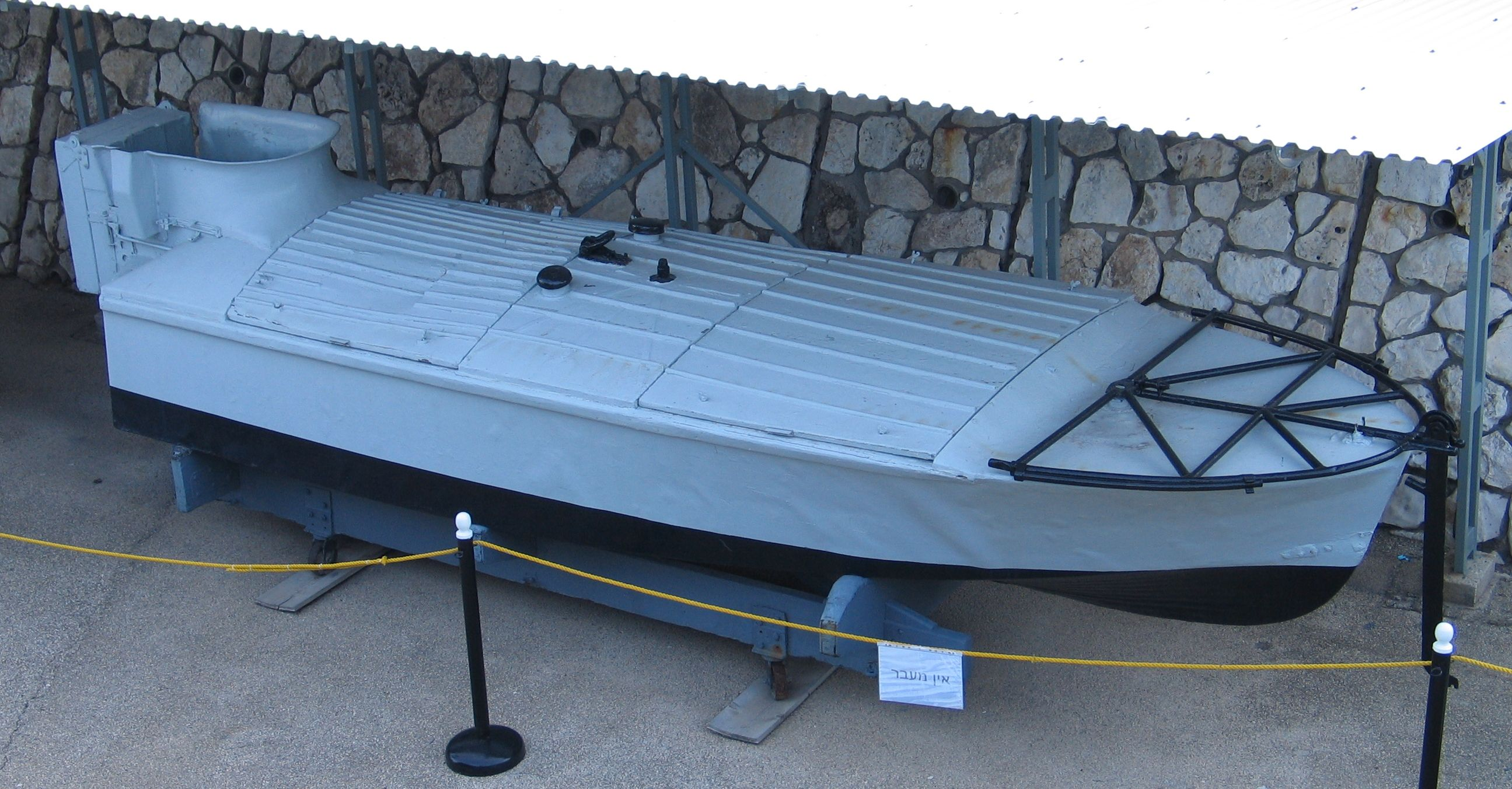
الزورق االمتفجر من نوع (MT) الذي استعمل لإغراق السفينة "الأمير فاروق" ، معروض في المتحف البحري والهجرة السرية بحيفا

## للمزيد من القراءة
- Fiorenzo Capriotti. "Diario di un fascista alla Corte di Gerusalemme" Roma, 2002